# Saint-Paul-en-Born
Saint-Paul-en-Born è un comune francese di 817 abitanti situato nel dipartimento delle Landes nella regione della Nuova Aquitania.
In base a scavi archeologici recenti, in una località oggi chiamata Saint-Paul-le-Vieux si sarebbe trovata l'antica Ségosa, mutatio sulla via litorale romana delle Landes. Il Consiglio Generale delle Landes ha ufficializzato quest'interpretazione realizzando a Saint-Paul-en-Born un percorso pedagogico.

## Società

### Evoluzione demografica
Abitanti censiti